# Seine Frau ist meine Frau
Seine Frau ist meine Frau (Originaltitel: Guest Wife) ist eine US-amerikanische Screwball-Komödie in schwarz-weiß aus dem Jahr 1945. Regie führte Sam Wood nach einem Drehbuch von Bruce Manning und John D. Klorer. Die Hauptrollen spielten Claudette Colbert, Don Ameche und Dick Foran.

## Handlung
In einer kleinen Stadt in Ohio planen der Bankangestellte Christopher Price und seine Frau Mary eine zweite Hochzeitsreise nach New York City. Doch kurz bevor sie losfahren, trifft Joe Parker, ein Freund von Chris aus Kindertagen und ein erfolgreicher Auslandsreporter, ein. Er wurde von seinem Boss, Arthur Truesdale Worth, zurück nach New York beordert und hat nun ein Problem. Um sich Urlaub zu erschleichen, hat er vor Jahren Worth gegenüber vorgegeben zu heiraten. Später hat er ihm ein Bild von Mary geschickt und sie als seine Frau ausgegeben. Nun muss Joe zusammen mit seiner angeblichen Frau nach New York reisen. Er bittet die beiden, ihm Mary als Gattin auszuleihen. Mary ist dagegen, aber Chris, der schon mehrfach von Joe ausgenutzt wurde, sagt sofort zu. Da der Zug nach New York voll ist, reisen zunächst nur Joe und Mary ab; Chris soll später nachkommen.
Kaum in New York angekommen müssen Joe und Mary zu einer Veranstaltung, die Worth angesetzt hat. Er will seinen erfolgreichen Auslandskorrespondenten und dessen Frau, deren Briefe ihn sehr berührt haben, feiern. Als Chris den beiden endlich hinterherreisen will, wird er von Arnold, seinem Chef, aufgehalten. Dieser hat ein Bild von der Joe und Mary in einer Zeitung gesehen und fürchtet nun um den Ruf seiner Bank, da Chris anscheinend mit der Frau eines anderen Mannes zusammenlebt. Daher muss Chris erst einen Skandal abwenden, bevor er abreisen kann. Als er endlich in New York ankommt und sich mit Mary treffen kann, erregen die beiden die Aufmerksamkeit des Hoteldetektivs und dann auch die von Worth. Mary, die von den Ereignissen genervt ist, erzählt Joes ehemaliger Freundin Suzy, dass sie Joe liebe. In Worths Anwesen auf Long Island, in das Joe und Mary mittlerweile eingeladen worden sind, überzeugt Mary nun auch Joe, dass sie ihn liebe. Sie geht sogar so weit, mit Selbstmord zu drohen, als er ihre Avancen ablehnt.
Chris dringt in das Anwesen ein. Als er Mary und Joe zusammen in einer romantisch wirkenden Situation sieht, wird er eifersüchtig. Er bricht in den Raum ein, schlägt Joe nieder und verlässt mit Mary das Haus. Nachdem Joe durch eine von Mary zurückgelassene Nachricht erfährt, dass sie ihn mit ihrem Verhalten hereinlegen wollte, beschließt er, den großzügigen Ehemann zu spielen und sich von Worth trösten zu lassen. Mary dagegen zeigt sich erfreut, dass ihr Mann sich endlich einmal gegen Joe durchgesetzt hat.

## Produktion
Das Budget für Seine Frau ist meine Frau belief sich auf 1.750.000 US-Dollar.
Im August 1951 wurde bekannt, dass der Mafioso Abner Zwillman aus New Jersey über seinen Mittelsmann Jules Endler finanziell an der Produktion von Seine Frau ist meine Frau beteiligt war, ohne dass die anderen Produzenten davon wussten.

### Cast und Crew
Für Claudette Colbert war Seine Frau ist meine Frau der erste Film, in dem sie nach Beendigung ihres Vertrages bei Paramount Pictures als vertraglich ungebundene Schauspielerin spielte. Sie gab an, dass sie nun ihre Rollen selbst auswählen und mindestens 150.000 US-Dollar pro Film verlangen werde.
Für das Szenenbild waren Lionel Banks (Art Director) und George Sawley (Set Decorator) verantwortlich.

### Dreharbeiten
Der von Greentree Productions produzierte Film wurde vom 27. November 1944 bis Ende Januar 1945 unter dem Arbeitstitel What Every Woman Wants gedreht. Drehorte für Außenaufnahmen waren die High Sierra nahe Bishop in Kalifornien und Acapulco.

### Kibble
Im Film wird der Begriff Kibble etabliert, der für nichts anderes als Streich steht. Dies ging so weit, dass der Motion Picture Herald vom 27. Oktober 1945 Kinobesitzern empfahl, die Werbung für den Film auf diesem Wort aufzubauen. Auch Bosley Crowther fühlte sich in seiner durchaus negativen Kritik in der New York Times zu dem Film dazu veranlasst, dieses Wort zu erwähnen.

### Erstaufführungen
Seine Frau ist meine Frau wurde am 27. Juli 1945 uraufgeführt. Vertrieben wurde der Film von United Artists. Die deutschsprachige Erstaufführung war am 19. April 1950.

## Rezeption

### Kritiken
Seine Frau ist meine Frau wurde zumeist als eher seichte Ehekomödie beziehungsweise Farce eingeordnet, aber unterschiedlich bewertet. Die Meinungen gehen von „sehr ermüdend“ über schwach, mittelmäßig, munter, unterhaltend, doch nicht erinnerungswürdig, leichtgewichtig, aber charmant, bis ziemlich amüsant. Als Grund wurde die dünne Geschichte, die auch nicht neu sei oder das schwache und banale Drehbuch ausgemacht. In späteren Kritiken wurde auch die Zensur der 1940er Jahre angegeben, die verhindert habe, dass der Film noch witziger und deutlich besser werden konnte. Zum Beispiel fragt sich Craig Butler, wie die Chemie zwischen Mary und Joe zu sein habe. Ist sie schlecht, werde der Film langweilig, ist sie aber gut, wolle der Zuschauer, dass die beiden zusammen kämen, was damals von der Zensur nicht akzeptiert worden wäre. Ähnliches gelte für Alternativlösungen, wie die, dass Joe als schwul sein könnte. Störend sei auch, dass die Geschichte nicht gerade besonders plausibel sei, ja sogar darüber hinaus in Richtung „völlig idiotisch“ ginge. Die Verwicklungen würden sich leicht auflösen lassen, wären nicht alle Figuren komplette Idioten. Auch sei der Film weniger bekannt, weil bei seinem Erscheinen die Zeit der Screwballkomödie mehr oder weniger vorbei gewesen sei.
Zum Teil werden die Darstellerleistungen pauschal als gut bewertet. Don Ameche wird hervorgehoben, vor allem aber Claudette Colbert, die zeige, was für eine hervorragende Schauspielerin sie sei und eine ihrer besten komödiantischen Leistungen überhaupt abliefere. Gelegentlich werden Don Ameche und Dick Foran aber auch kritisiert.
Die Regie von Sam Wood wird positiv bewertet, aber auch die Kamera und die Filmmusik.

### Auszeichnung
Bei der Oscarverleihung 1946 wurde Daniele Amfitheatrof in der Kategorie Beste Filmmusik in Drama oder Komödie nominiert. Der Oscar ging jedoch an Miklós Rózsa für Ich kämpfe um dich.

### Nachwirkung
Am 10. Dezember 1945 sendete das Lux Radio Theater eine Radioversion von Seine Frau ist meine Frau. Don Ameche und Dick Foran übernahmen dabei ihre Rollen aus dem Film. Die Rolle der Mary Price wurde von Olivia de Havilland gesprochen.